# Cafetera moka

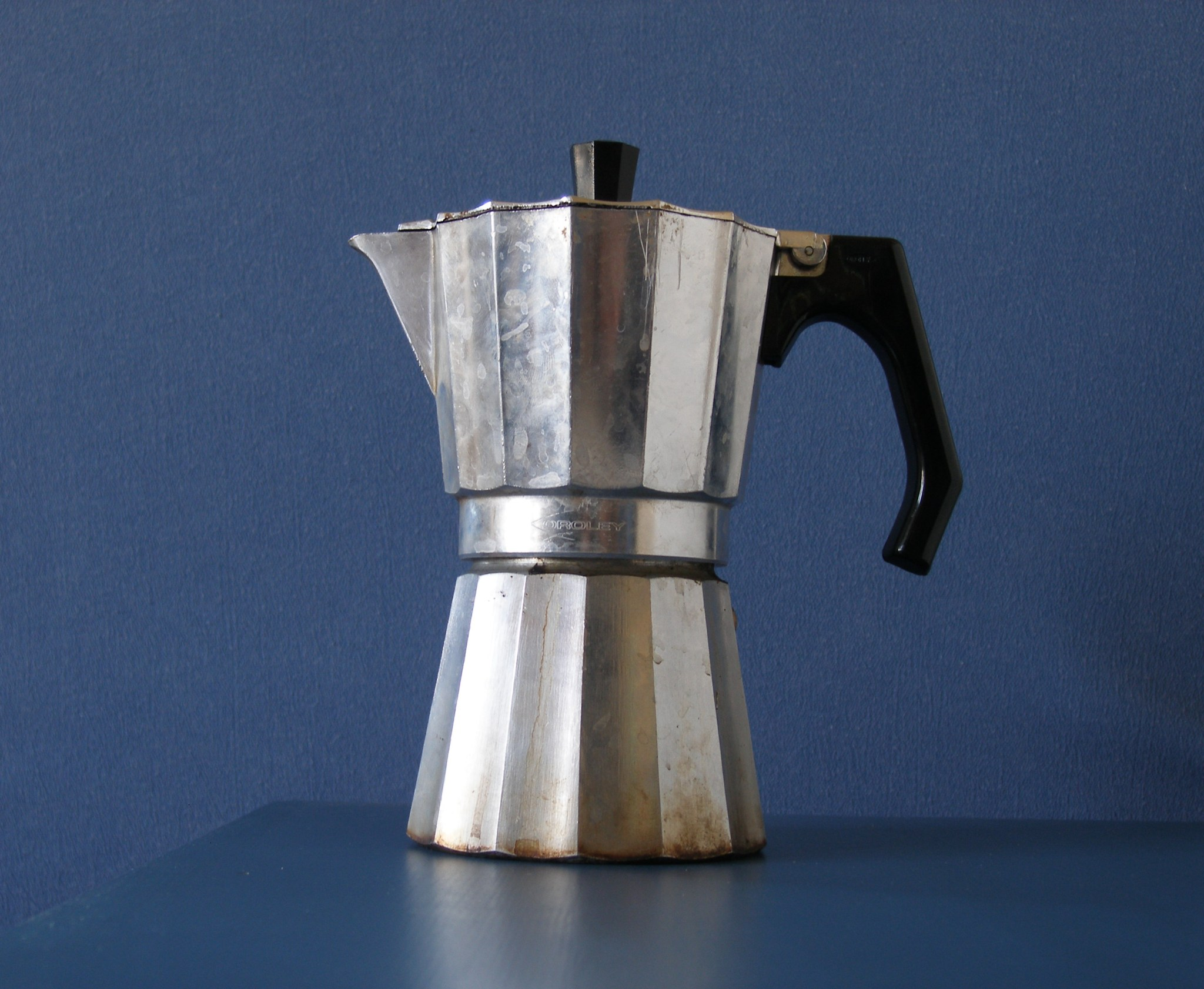
Modelo de cafetera moka

La cafetera italiana o cafetera moka o macchinetta (en español «maquinita»), es una cafetera que elabora el café haciendo pasar agua caliente –no hervida, para no quemar el café– impulsada por la presión de vapor y la expansión gaseosa a través de café molido. El invento fue patentado en Italia por el inventor Alfonso Bialetti en 1933 y nombrado por la ciudad yemení de Mocha. La cafetera moka se ha vuelto un objeto representativo de la cultura italiana.
Apareciendo en Italia, es hoy en día particularmente popular en Europa y América Latina. Se ha vuelto un diseño icónico, apareciendo en museos de diseño y arte industrial. Se fabrica en diferentes tamaños, desde uno a dieciocho porciones (50 ml). El diseño original y una gran cantidad de los modelos actuales son de aluminio con asas de baquelita, una clase de plástico que posee una buena resistencia térmica.

## Utilización

A: La cámara inferior contiene agua. Cuando se calienta la cámara, la presión desplaza el agua en A a través de B
B: Canasta con café
C: Cámara recolectora del café.

Funcionamiento de la cafetera Moka

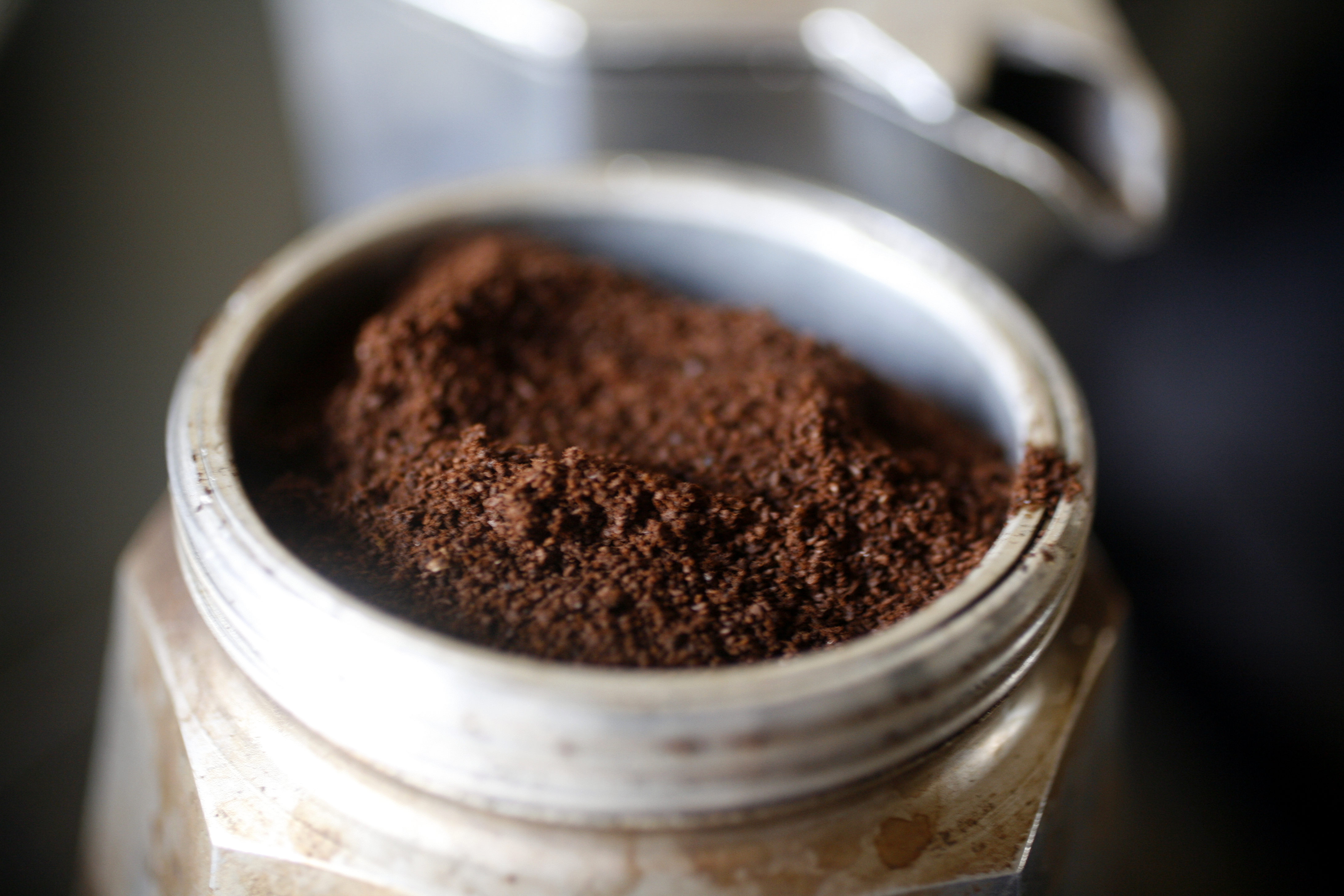
Embudo con café molido

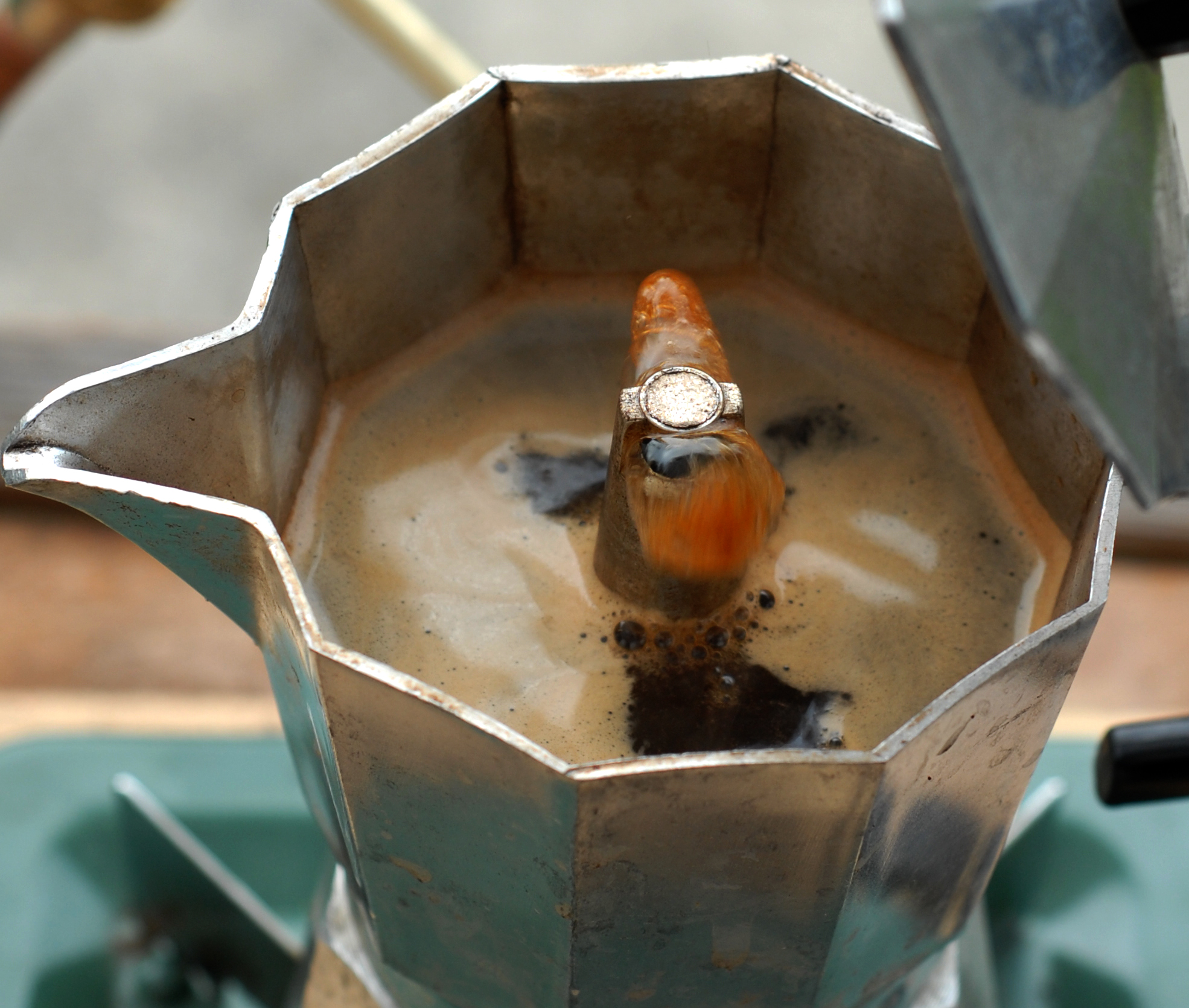
Café en elaboración

Rellenar el calentador (sección inferior, marcado en el diagrama con A) con agua casi hasta el nivel de la válvula de seguridad (que liberará presión en el caso en que esta sea demasiado elevada al hervir el agua). Insertar el filtro de metal con forma de embudo (B). Añadir el café molido fino al filtro (como se muestra en la imagen). Una junta mecánica asegura que la unidad está herméticamente cerrada a la sección superior (C, que contiene otro filtro de metal en la base) que se enrosca firmemente a la base. 
Colocar la cafetera en una fuente de calor de forma que el agua se calienta hasta el punto de ebullición formándose vapor en el calentador, este termina alcanzando una presión lo suficientemente alta para forzar el resto de agua a «subir» pasando a través del embudo, empapando el café molido y terminando así en la cámara superior (C), donde se acumula el café. Cuando la cámara inferior está casi vacía, se forman burbujas que producen un característico sonido de gárgaras. Al igual que con las cafeteras percoladoras, se debe retirar de la fuente de calor al comenzar el sonido de burbujeo (evitando que la sección inferior se seque) que equivale aproximadamente al llenado de la mitad de la sección superior.
Para mejorar el resultado, rellenar el filtro completo con café y aplicar calor medio o medio-alto.

## Mantenimiento
Este tipo de cafeteras necesitan que se reemplace de forma periódica el sello de goma así como el filtro y que se verifique que la válvula de seguridad no esté obstruida. Cuando el sello de goma es nuevo, este puede alterar el sabor del café, así que se pueden hacer un par de "pruebas en seco", con o sin café, con tal de prepararlo. 
Después de su uso, se puede observar una fina capa aceitosa residual del café en el interior del tubo, en el filtro y en la cámara superior. Algunos recomiendan conservar esta capa, pues en muchos casos evita el contacto entre el café y la pared de aluminio, que puede dotar al café de un ligero sabor metálico, mientras que otros prefieren limpiarla para evitar una intensificación del sabor amargo. Después de su uso la cafetera se debe limpiar a fondo utilizando para ello agua caliente o hirviendo, evitando jabones o detergentes si se quiere mantener la capa residual.

## Variaciones y marcas
Este tipo de cafeteras suelen fabricarse con aluminio para su calentamiento con un fuego abierto o con un calentador por gas o eléctrico. En los fuegos de inducción deben utilizarse modelos específicos.

## Características
El sabor del café de una cafetera Moka depende mayoritariamente de la variedad de grano, finura de molido, perfil de hidratación y el nivel de temperatura usado.
Estas cafeteras son a veces referidas como máquinas de expreso sobre quemador y producen café con una razón de extracción similar (aunque algo mayor) a una máquina de expreso. Aun así, un café moka típico es extraído a presiones relativamente bajas de 1 a 2 bar (100 a 200 kPa), mientras que los estándares de café expreso especifican una presión de 9 bar (900kPa). Es por esto que en general el café moka no es considerado como un expreso, y tiene un perfil de sabor diferente.
Además, algunas cafeteras poseen una válvula especial (llamada Cremator) que permite crear una emulsión de espuma con algunas variedades de grano, conocida como crema.

## Comparación con el café expreso y el café por goteo
El café expreso tiene su sabor característico debido a que el paso de agua a mayor presión que en otros tipos de cafetera está en contacto menos tiempo con el café molido, por lo que el resultado es una bebida con intensidad y cuerpo distintos al que se obtiene de las cafeteras por goteo o de filtro, aunque también depende enormemente del tipo de grano de café, su nivel de tueste, la finura del molido y la temperatura utilizada. Existe la idea de que el expreso es un café con más cafeína. Sin embargo, en el café por goteo, el mayor tiempo de contacto del café con el agua hace que se extraiga mayor cantidad de cafeína.
Si bien el principio de funcionamiento es similar a las máquinas expreso (pasaje de agua a presión a través de un "disco" de café molido), las diferencias técnicas entre ambos dispositivos hacen que la bebida que resulta tenga una intensidad y cuerpo intermedios entre la preparación por goteo y las cafeteras expreso propiamente dichas.